# Gmina Jodłowa
Die Gmina Jodłowa ist eine Landgemeinde im Powiat Dębicki der Woiwodschaft Karpatenvorland in Polen. Ihr Sitz ist das gleichnamige Dorf mit etwa 4000 Einwohnern.

## Gliederung
Zur Landgemeinde (gmina wiejska) Jodłowa gehören folgende Ortschaften mit einem Schulzenamt:
Jodłowa Dolna
Jodłowa Górna
Jodłowa Wisowa
Dęborzyn
Dębowa
Dzwonowa
Zagórze

## Persönlichkeiten
- Barbara Kostrzewska (1915–1986), Sängerin und Musikpädagogin; geboren in Jodłowa
- Stanislaus Zbyszko (1879–1967), polnischer Ringer; geboren in Jodłowa.